# Бородулино (Ленинградская область)
Бороду́лино — деревня в Любанском городском поселении Тосненского района Ленинградской области.

## История
В переписи 1710 года в Ильинском Тигодском погосте упоминается деревня Бородулино, числящаяся за помещиком Марком Скрыплевым.

БОРОДУЛИНО — деревня Бородулинского сельского общества, прихода села Любани.

Дворов крестьянских — 30. Строений — 119, в том числе жилых — 48.

Число жителей по семейным спискам 1879 г.: 66 м. п., 93 ж. п.; по приходским сведениям 1879 г.: 66 м. п., 78 ж. п. (1884 год)

В конце XIX — начале XX века деревня административно относилась к Любанской волости 1-го стана 1-го земского участка Новгородского уезда Новгородской губернии.

БОРОДУЛИНО — деревня Бородулинского сельского общества, дворов — 31, жилых домов — 38, число жителей: 88 м. п., 84 ж. п. 

Занятия жителей — земледелие, служба на жел. дор. Часовня, школа, хлебозапасный магазин. Смежна с деревней Веретье. (1907 год)

В начале XX века близ деревни у болота находился жальник.
Согласно военно-топографической карте Петроградской и Новгородской губерний издания 1917 года деревня называлась Бородулина и состояла из 19 крестьянских дворов.
С 1917 по 1927 год деревня Бородулино входила в состав Любанской волости Новгородского уезда Новгородской губернии.
С 1927 года в составе Любанского сельсовета Любанского района Ленинградской области.
С 1930 года в составе Любанского сельсовета Тосненского района.
По данным 1933 года деревня Бородулино находилась в составе Любанского сельсовета Тосненского района.

План деревни Бородулино. 1937 год

Согласно топографической карте 1937 года деревня насчитывала 42 крестьянских двора, в деревне была своя школа.
Деревня была освобождена от немецко-фашистских оккупантов 27 января 1944 года.
В 1958 году население деревни Бородулино составляло 322 человека.
По данным 1966, 1973 и 1990 года деревня Бородулино также находилась в составе Любанского сельсовета.
В 1997 году в деревне Бородулино Любанской волости проживал 81 человек, в 2002 году — 80 человек (русские — 96 %). В 2007 году — 47.

## География
Деревня расположена в восточной части района к северу от центра поселения — города Любань на автодороге 41А-004 (Павлово — Мга — Луга).
Расстояние до административного центра поселения — 5,5 км.
Расстояние до ближайшей железнодорожной платформы Болотницкая — 2 км.
К западу от деревни протекает река Болотница.

## Демография
| 2007 | 2010 | 2017 |
| ---- | ---- | ---- |
| 47   | ↗87  | →87  |

## Улицы
Новая, Студенческая, Центральная, Шоссейная.